# Liftcoëfficiënt
De liftcoëfficiënt ({\displaystyle C_{\text{L}},\,C_{\text{a}}} of {\displaystyle C_{\text{z}}}) is een dimensieloos getal dat de relatie tussen de liftkracht van een object, de druk van de omgevingsvloeistof en de grootte van het object weergeeft. Meestal betreft het een vliegtuigvleugel, maar het wordt ook wel gebruikt voor vaartuigen en auto's.
De liftcoëfficiënt {\displaystyle C_{\text{L}}} ten opzichte van het totale oppervlak van een object is gelijk aan:
{\displaystyle C_{\text{L}}={\frac {L}{{\tfrac {1}{2}}\rho v^{2}S}}={\frac {2L}{\rho v^{2}S}}={\frac {L}{qS}}}
Daarin is:
- {\displaystyle L} de liftkracht;
- {\displaystyle \rho } de dichtheid van de vloeistof (in kg/m3; voor lucht: 1,23 kg/m3 op zeeniveau, 0,35 kg/m3 op 10 km hoogte);
- {\displaystyle {\vec {v}}} de snelheid (in m/s) van de vloeistof ten opzichte van het object;
- {\displaystyle q} de dynamische druk;
- {\displaystyle S} het oppervlak (in m2) van het opgelifte deel.

## Tweedimensionale liftcoëfficiënt

De tweedimensionale liftcoëfficiënt van een asymmetrisch vleugelprofiel uitgezet tegen de invalshoek.

De liftcoëfficiënt van een vleugelprofiel is gebaseerd op een tweedimensionale stroom. Door te doen alsof de vleugel oneindig lang is en een constant profiel heeft, kunnen alle driedimensionale effecten verwaarloosd worden. Nu hoeft de liftcoëfficiënt niet meer in totale lift en oppervlak te worden uitgedrukt, omdat zij oneindig groot zijn. In plaats daarvan wordt de lift per eenheid spanwijdte {\displaystyle l\,}. gedefinieerd. Bovenstaande formule veranderd dan in:
{\displaystyle c_{l}={l \over {\frac {1}{2}}\rho v^{2}c}}
waarin {\displaystyle c\,} de lengte van de vleugelkoorde is. Merk op dat {\displaystyle c_{l}} in kleine letters wordt geschreven.
Deze tweedimensionale liftcoëfficiënt kan benaderd worden met de dunne profiel theorie, of bepaald worden in een windtunneltest, waarbij een eindige vleugelsectie tussen twee platen wordt geplaatst om zo de driedimensionale effecten weg te nemen.
De liftformule bevat geen term voor de invalshoek, omdat de verhouding tussen lift en invalshoek voor elk vleugelprofiel verschillend is. De verhouding tussen de liftcoëfficiënt en de invalshoek is zeer complex en kan alleen experimenteel of met ingewikkelde berekeningen bepaald worden.
De getoonde grafiek ziet er voor alle vleugelprofielen ongeveer hetzelfde uit, maar de exacte getallen variëren. De grafiek toont een bijna lineaire toename in lift met toenemende invalshoek, tot een maximum, waarna de liftcoëfficiënt weer afneemt. De hoek waarbij dit gebeurt is de overtrekhoek van het vleugelprofiel, in dit geval zo'n 17°. Verder valt op dat de liftcoëfficiënt weliswaar klein, maar nog steeds positief is bij invalshoeken kleiner dan 0°. Dit is het geval bij alle asymmetrische vleugelprofielen. Bij dat soort profielen is de druk aan de bovenkant, bij een invalshoek van 0°, kleiner dan de druk aan de onderkant.